# الحق في الخصوصية في نيوزيلندا
تلتزم نيوزيلندا بالإعلان العالمي لحقوق الإنسان، وقد أقرت العهد الدولي الخاص بالحقوق المدنية والسياسية، وكلا العهدين يتضمن حقًا في الخصوصية. ومع ذلك فلا يوجد في قانون نيوزيلندا الحالي حق عام في الخصوصية. تميل الخصوصية لاعتبارها حالة من القيمة والأهمية أكثر من كونها حقًا. وإن المصالح الخاصة محمية بموجب التشريع في العديد من المجالات المحددة، وقد نشأ في السنوات الأخيرة قانون الأضرار العامة لانتهاك الخصوصية. قدم اثنان من قضاة المحكمة العليا دعمًا للاعتراف بالخصوصية كحق، وأصدرت لجنة القانون النيوزيلندية في آب من عام 2011 المرحلة الأخيرة من مراجعة قانون الخصوصية، والتي قدمت خلالها العديد من التوصيات بإجراء تغييرات على قانون الخصوصية في نيوزيلندا.

## التشريع

### قانون شرعة الحقوق في نيوزيلندا لعام 1990
يستند قانون شرعة الحقوق في نيوزيلندا لعام 1990 إلى العهد الدولي الخاص بالحقوق المدنية والسياسية، ولكن القانون لا يتضمن أي حق صريح في الخصوصية. ورغم عدم وجود حق صريح إلا أن الخصوصية هي أساس الكثير من الحقوق الواردة في ميثاق نيوزيلندا، مثل الحماية من التفتيش والحجز غير القانوني المحمي بموجب المادة 21. إن حقيقة عدم إدراج الحق في الخصوصية ضمن قانون شرعة الحقوق في نيوزيلندا لا يؤثر على الحق أو يبطله بأي شكل من الأشكال. وهناك من يرى أن عدم إدراج الخصوصية في قانون شرعة الحقوق في نيوزيلندا بسبب صعوبة تعريفها، ولأن البيئة الاجتماعية لم تكن بيئة مناسبة في ذلك الوقت لتنفيذ حق بمعايير غامضة وغير مؤكدة.

### قانون الخصوصية لعام 1993
تمتلك نيوزيلندا قانون الخصوصية لعام 1993. ومع ذلك، رغم إعلانه بأنه قانون لتعزيز وحماية خصوصية الأفراد فهو لا يشمل في الواقع سوى خصوصية المعلومات. وقد أنشئ قانون الخصوصية لمكافحة الشواغل المتعلقة بأوجه التقدم التكنولوجي وإمكانية استخدامها للوصول إلى المعلومات الخاصة، عندما كان هذا الخطر أقل بكثير في إطار نظم البيانات اليدوية.
ويتضمن القانون اثني عشر مبدأً حول خصوصية المعلومات التي تدير تداول المعلومات الخاصة من قبل الوكالات. وتعرف (الوكالة) على نطاق واسع بأنها أي شخص أو مجموعة أشخاص، سواء كانوا من القطاع العام أو الخاص، وسواء كانوا يملكون شخصية اعتبارية أم لا، مع استثناءات محددة. وهناك أيضًا استثناءات عديدة من مبادئ خصوصية المعلومات التي يمكن العثور عليها ضمن المبادئ وفي أماكن أخرى ضمن القانون.
عندما يشعر أحد الأفراد بحدوث انتهاك للمبادئ يمكنه تقديم شكوى إلى مفوض معني بالخصوصيات يحقق في هذه الشكوى ويجري عملية مصالحة بدلًا من المعاقبة. وإذا لم يكن بالإمكان تسوية الشكوى، يمكن إحالتها إلى محكمة مراجعة حقوق الإنسان التي قد تنظر أو لا تنظر في الوضع من جديد، ومن المحتمل جدًا ألا تنظر في أي شكوى على الإطلاق (خاصة إذا كانت المسألة تتعلق بالديون). وإذا وجدت المحكمة أن هناك انتهاكًا جاز لها أن تصدر مجموعة من سبل الانتصاف تشمل تعويضات وأوامر تقييدية. باستثناء واحد، لا يمكن تنفيذ أي من مبادئ خصوصية المعلومات في المحكمة.
ويقر قانون الخصوصية أن الخصوصية ليست مفهومًا مطلقًا، وأن هناك عوامل أخرى ينبغي وزنها لتحديد ما هي النتيجة المطلوبة. ويجب على المفوض المعني بالخصوصيات أن ينظر دائمًا في عوامل مثل حقوق الإنسان والمصالح الاجتماعية والالتزامات والمبادئ التوجيهية الدولية. ويمكن للمفوض المعني بالخصوصيات أن يقدم تراخيص لاستخدام المعلومات الخاصة التي تكون عادة مخالفة للقانون إذا اقتنع بأن المصلحة أو الفائدة العامة تفوق التدخل في الخصوصية.

### قانون البث الإذاعي لعام 1989
يتطلب قانون البث الإذاعي لعام 1989 من المذيعين الحفاظ على معايير تتفق مع خصوصية الفرد. وينشئ القانون هيئة مراقبة الإعلام المرئي والمسموع التي تضطلع بمهام تلقي الشكاوى المرفوعة ضد المذيعين والبت فيها، وإصدار الآراء المتعلقة بالسلوك الأخلاقي والمعايير في البث وإصدار مدونات الممارسة للمذيعين وتشجيع الامتثال لها. وتذكر هيئة مراقبة الإعلام باستمرار الخصوصية في قوانين ومدونات الممارسة. بينما لا يقدم قانون البث الإذاعي أي تفسير لما يشكل انتهاكًا للخصوصية، إلا أن هيئة مراقبة الإعلام لديها سبعة مبادئ تتعلق بانتهاكات مزعومة للخصوصية. ويمكن لهيئة مراقبة الإعلام أن تمنح مجموعة متنوعة من سبل الانتصاف عند النظر في الشكوى إذا ثبت وجود انتهاك، ولكن لا توجد إمكانية لتقديم شكوى إلى محكمة قانونية تستند إلى المعايير الواردة في القانون.

## القانون العام
يوجد في نيوزيلندا قانون الأضرار العامة لانتهاك الخصوصية. وكانت قضية توكر ضد ملكية أخبار وسائل الإعلام المحدودة أول القضايا التي اعترفت بأن الضرر قد يكون قائمًا جراء انتهاك الخصوصية إذ أيد القاضي إدخال قانون الأضرار في قانون نيوزيلندا. وأقر القاضي على وجود قانون أضرار الخصوصية في قانون نيوزيلندا بعد بضع سنوات في قضية برادلي ضد أفلام وينجنت، ولكن ينبغي تداوله بحذر لأنه في مراحله التنموية الأولى. وكان أهم قرار للمحكمة العليا في نيوزيلندا هو قرار (بي في دي)، حيث حددت المحكمة عناصر الضرر بالخصوصية على النحو التالي:
- الإفصاح العام عن الحقائق.
- الحقائق التي يكشف عنها ذات طبيعة خاصة.
- حقائق معلنة تعتبر مسيئة جدًا بالنسبة شخص عاقل.
- عدم كفاية الاهتمام العام الشرعي في نشر الحقائق.

وأقرت محكمة الاستئناف في نيوزيلندا بأغلبية ساحقة في قضية هوسكينغ ضد رابرينج بوجود انتهاك في الخصوصية في نيوزيلندا. وأُكد الضرر لأن الحماية في هذا المجال ضرورية ولم يكن ضرر انتهاك الثقة مناسبًا لتغطية الحالات التي تنطوي على الخصوصية. ويعكس متطلبا الضرر اللذان حددتهما الأغلبية بدقة الاشتراطات المنصوص عليها في قرار (بي في دي):
- وجود حقائق كان من المتوقع إلى حد معقول أن تكون خاصة.
- الإعلان عن تلك الحقائق التي قد تعتبر مسيئة جدًا من قبل شخص موضوعي وعاقل.

وبالإضافة إلى ذلك، ينبغي موازنة الخصوصية مع الدفاع عن المصلحة العامة المشروعة التي تشمل الحق في حرية التعبير.
واعترفت المحكمة العليا في نيوزيلندا في إحدى الحالات بوجود انتهاك للخصوصية لأغراض القضية المطروحة أمامها، ولكنها كانت لديها آراء متباينة بشأن متطلباتها وتطبيقها. وفي قضية بروكر ضد الشرطة اعترفت المحكمة بقرار هوسكينغ لكنها امتنعت عن التعليق.

## توجهات مستقبلية
عبر قاضيان من المحكمة العليا النيوزيلندية عن دعمهما لتعزيز حقوق الخصوصية في نيوزيلندا عند مخالفة الأحكام الصادرة في قضية بروكر ضد الشرطة في عام 2007. وأوجز مكغراث جي الاعتراف الدولي والمحلي بالحق في الخصوصية، وانتهى إلى نتيجة مفادها أن الخصوصية أقرب إلى موافقة القوة الممنوحة للحق في حرية التعبير. واستخدم مصالح خصوصية الفرد المعني في القضية كسبب رئيسي لاستنتاجه ومعارضته. وأعلن توماس ج بشكل صريح عن دعمه للخصوصية لتعيينها كحق، معللًا سبب دعمه من خلال الإشارة إلى قانون شرعة الحقوق في نيوزيلندا والصكوك الدولية والقرارات القضائية والمواقف الاجتماعية.
أصدرت لجنة القانون النيوزيلندية في أغسطس عام 2011 الجزء الرابع والأخير للتحقيق المفصل في قوانين الخصوصية في ولاية نيوزيلندا. إذ تناقش الأجزاء الأربعة مفهوم الخصوصية والسجلات العامة وانتهاك الخصوصية في كل من السياقين المدني والجنائي وقانون الخصوصية لعام 1993. وتوصي اللجنة بإجراء مجموعة من التغييرات على القانون، مثل إنشاء سجل (عدم الاتصال) وحماية أفضل للمعلومات عبر الإنترنت. كما وتُعرض بعض هذه التوصيات حاليًا على البرلمان، بينما ينتظر البعض الآخر ردًا من الحكومة.
أصدر وزير العدل أندرو ليتل في مارس 2018 مشروع قانون الخصوصية لتعديل قانون الخصوصية لعام 1993. وسيقوم مشروع القانون بإلغاء واستبدال القانون الحالي وإجراء تغييرات مختلفة، بما في ذلك تعزيز صلاحيات المفوض المعني بالخصوصيات، وتقديم تقارير إلزامية عن انتهاكات الخصوصية، وتسمية جرائم جديدة وزيادة الغرامات.